# یادگیری کوانتومی ماشین
یادگیری کوانتومی ماشین ادغام الگوریتم های کوانتومی در برنامه های یادگیری ماشین است.رایج‌ترین استفاده از این اصطلاح به الگوریتم‌های یادگیری ماشین برای تجزیه و تحلیل داده‌های کلاسیک اجرا شده بر روی یک کامپیوتر کوانتومی، یعنی یادگیری ماشین کوانتومی پیشرفته اشاره دارد.در حالی که الگوریتم‌های یادگیری ماشین برای محاسبه مقادیر بسیار زیاد داده استفاده می‌شوند، یادگیری ماشین کوانتومی از کیوبیت‌ها و عملیات کوانتومی یا سیستم‌های کوانتومی تخصصی برای بهبود سرعت محاسباتی و ذخیره‌سازی داده‌ها توسط الگوریتم‌ها در یک برنامه استفاده می‌کند.این شامل روش‌های ترکیبی می‌شود که هم شامل پردازش کلاسیک و هم پردازش کوانتومی می‌شود، که در آن زیر روال‌های محاسباتی دشوار به یک دستگاه کوانتومی واگذار می‌شوند.